# Philippe d'Auvergne
Pour les autres membres de la famille, voir Maison de La Tour d'Auvergne.
Philippe d'Auvergne ou Philip Dauvergne, que l'on trouve également parfois sous le nom de Philip de La Tour d'Auvergne, né en 1754 et mort le 18 septembre 1816 à Westminster (Londres), est un officier de marine, explorateur, scientifique et administrateur territorial britannique (notamment à Jersey). Il fut adopté et désigné comme successeur par Godefroy Charles Henri de La Tour d'Auvergne (1728-1792) sur le duché de Bouillon mais cet état - situé à la frontière nord-est de la France - fut supprimé, par le congrès de Vienne, en juin 1815,,.

## Biographie

### Une jeunesse jersiaise
Un ancêtre lointain originaire d'Auvergne dans le sud de la France doit s'être installé à Jersey à une date inconnue ; lorsqu'il naît en 1754, sa famille habite la paroisse de Saint-Ouen depuis quatre siècles, fournissant à la paroisse plusieurs marguilliers et gendarmes (« Constables »). L'un de ces gendarmes part pour Saint-Hélier, où il fait l'acquisition d'une maison en bas de King Street en 1696. Il s'agit alors de l'une des maisons situées en bordure de la ville. C'est dans cette maison que son petit-fils, Philippe, naît en 1754. D'après les registres paroissiaux de Saint-Hélier, il est baptisé le 13 novembre 1754, sur place ou dans la vieille chapelle du château Elizabeth.
Son père, le captain Charles Dauvergne (1724-1797) sert dans la British Army où il est l'aide de camp personnel du duc de Marlborough lors du débarquement raté en baie de Cancale en 1758 ; sa mère est Elizabeth Le Geyt († 1754 ; mariée en 1748), une des filles de Philippe Le Geyt, Lieutenant-Bailli de Jersey de 1729 à 1746. Sa mère décède deux semaines après lui avoir donné la vie. Son père se remarie en 1757 avec Elisabeth († 1803), fille de Philippe Bandinel : ainsi,  Philippe Dauvergne aura une nombreuse demi-fratrie puînée, dont Corbet James (Jacques) Dauvergne (1765-1828), officier de la Royal Navy, connu comme le 2e époux, marié en 1823, de Marie-Victoire-Adélaïde de Rohan, fille de Charlotte Stuart et de Ferdinand de Rohan (cf. l'article La Tour d'Auvergne, et Jerripedia : Corbet James Dauvergne).
L'enfant reçoit une bonne éducation, il fréquente l'école élémentaire de St Mannelier's Grammar School, et, lorsque la guerre de Sept Ans prend fin (en 1763) et que les voyages par mer deviennent à nouveau sûrs, il poursuit ses études en Grande-Bretagne et en France. Il est encouragé par sa grand-mère maternelle à suivre des études de mathématiques.
Il doit le début de sa carrière à une heureuse coïncidence. Un certain Captain Howe se rend à Jersey pour prendre le commandement de l'escadre chargée de défendre les îles de la Manche, et ce dernier se lie d'amitié avec le père de Philippe. Lorsque Howe deviendra par la suite le célèbre Lord Howe, Vice-amiral de Grande-Bretagne ; qui gardera à cœur l'avancement du fils de son ami, lorsque Philippe intègrera la Royal Navy. D'autant plus que le jeune Philippe est davantage attiré par la Marine — qui offre des perspectives d'avancement rapide — que par l'armée de terre, malgré les encouragements de son père et de son oncle James.

### Débuts dans laRoyal Navy
Comme premier poste, Howe parvient à lui trouver une place de Captain's servant à bord du yacht royal, en 1770, à bord duquel il se forme dans des conditions meilleurs que celles qui régnaient alors à bord des gros vaisseaux de 74 canons. Cette aide est la bienvenue, d'autant plus que Philippe d'Auvergne est alors trop âgé pour intégrer l'Académie de Portsmouth, voie d'entrée traditionnelle pour les futurs officiers de la Navy. Il passe, en tant que midshipman à bord de la frégate Flora, qui est appelée à Cronstadt, où les officiers sont présentés à l'impératrice Catherine de Russie à Peterhof par l'ambassadeur britannique Lord Cathcart. L'impératrice, qui aimait s'entourer de beaux jeunes hommes, essaye de persuader Philippe d'accepter une place à sa cour ; mais ce dernier décline cette offre,.
À Copenhague, lieu de leur escale suivante, la frégate française La Flou jette l'ancre à leur côté avec, à son bord, plusieurs savants de l'Académie des sciences chargées de mesurer les effets de la pression atmosphérique sur les chronomètres. Le sujet est alors d'une grande importance, la longitude d'un bâtiment en mer étant calculée à l'époque à partir de la position du soleil à midi, et des chronomètres imprécis, pouvaient amener le commandant à se méprendre sur sa position et causer la perte du navire.
D’Auvergne qui parlait français couramment — Jersey étant alors encore francophone ; et ces scientifiques lui transmettent un intérêt pour la science qu'il conservera pendant le reste de sa vie. Lorsque la Flora est désarmée, il se rend à Londres pour suivre des cours de mathématiques avancées auprès d'un célèbre mathématicien huguenot.
L'Europe étant en paix, l'Amirauté britannique décide d'affecter un certain nombre de bâtiments pour tenter de résoudre certaines grandes énigmes scientifiques et géographiques du moment. Les tentatives pour trouver le passage du Nord-Ouest au nord du Canada s'étant révélées décevantes, l'attention se porte vers l'est. L'objectif est de trouver un chemin plus court vers l'est, sans avoir à contourner l'Afrique par le cap de Bonne-Espérance.

### La recherche du passage du Nord-est

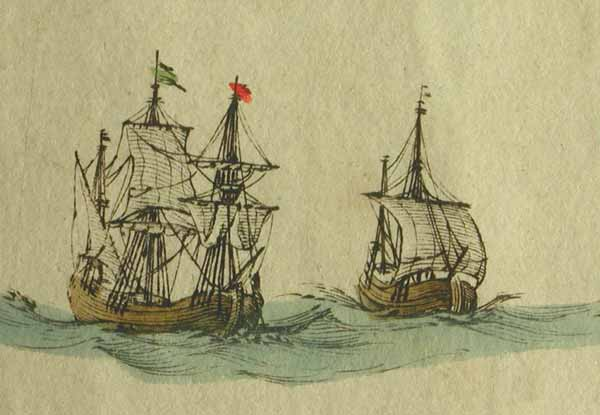
Navires se rendant aux Spitzberg dans les années 1700

Les boussoles montrant parfois d'étranges déviations, l'existence d'un second pôle magnétique distinct est soupçonné. Il s'agit également de déterminer l'existence d'un « passage du Nord-Est Passage », au nord de l'Europe et de l'Asie.
De plus, une liste d'inventions nouvelles attendaient d'être testées en pleine mer. Le comte de Sandwich, Premier Lord de l'Amirauté pétitionne le roi George III pour qu'il ordonne l'envoi de deux man'o'war en direction du pôle Nord. Deux navires sont choisis pour cette tâche, et la compétition est intense parmi les jeunes officiers pour obtenir une place à leur bord.
Le Captain Constantine John Phipps, futur Lord Mulgrave, est nommé pour prendre la tête de cette expédition. Les bombardes Racehorse et Carcass sont spécialement armées et les officiers et membres d'équipage choisis pour leur capacité et leur physique.
Deux « Sailing Masters », équivalent de skippers, possédant une expérience de navigation en eaux polaires, sont engagés comme pilotes et d'Auvergne, qui est alors âgé de 19 ans, est nommé à bord du Racehorse pour ses capacités scientifiques et mathématiques particulières. En réalité, le jeune Philippe doit probablement sa place à l'intervention en sa faveur de l'amiral Howe.

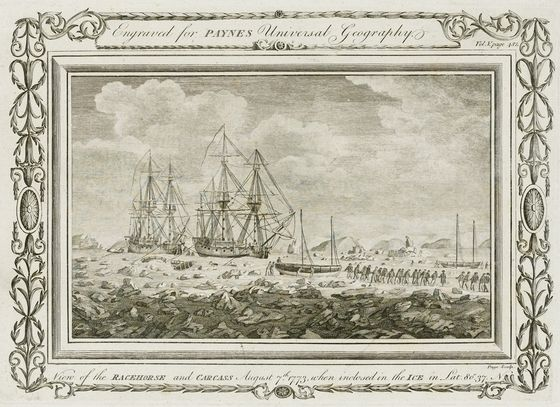
Gravure du HMS Racehorse et du HMS Carcass, 1773.

Parmi les autres scientifiques embarqués figurent Israel Lyons, représentant le Board of Longitude, Messieurs Banks et d'Alembert, représentant la Royal Society. Le Racehorse est armé par le Captain Phipps le 19 avril 1773 et inspecté par Lord Sandwich le 22 mai de la même année, peu de temps avant son départ. Le 2 juin, le Racehorse est rejoint par le Carcass, commandé par le Captain Lutwidge, et les deux navires mettent les voiles en direction du nord. À bord du Carcass se trouve alors le jeune Horatio Nelson.
Le 4 juillet 1773, les bombardes quittent les Spitzberg et ce que les baleiniers surnomment l’Ultima Thule, et s'élancent vers l'inconnu. Bien qu'ils soient au milieu de l'été, les membres de l'expédition doivent faire face à un brouillard permanent, restant en vue de la terre enneigée pour ne pas se perdre, et cartographiant chaque baie et chaque île rencontrée.
Par deux fois leur navire est fait prisonnier des glaces. La seconde fois, la glace atteint la hauteur de la grand-vergue, et le navire doit être abandonné. Les hommes décident alors de traîner leurs chaloupes sur la glace en espérant trouver de l'eau, lorsque soudain, la glace se met à céder sous leurs pieds, empêchant toute nouvelle progression.
L'expédition est un échec, le passage du Nord-Est demeure introuvable, tout comme l'existence d'un second pôle magnétique ; mais ses membres atteignent une latitude de 80° 21' Nord et parviennent à se rapprocher du pôle Nord de 25 miles de plus que quiconque avant eux. Ils rapportent avec eux des informations sur les oiseaux, les animaux, et les plantes vivant dans ces contrées nouvellement explorées. Le responsable de l'expédition termine son carnet de voyage par 200 pages de remarques sur le comportement des nouveaux instruments qu'il avait pu tester pendant le voyage.
Jour après jour, d’Auvergne note dans un carnet les conditions météorologiques, effectue des observations astronomiques, cartographie les lieux visités et effectue des relevés topographiques que son capitaine inclura dans son compte-rendu. De retour en Grande-Bretagne, d'Auvergne retourne à ses études de mathématiques,.

### Guerre d'indépendance des États-Unis

#### Le blocus de Boston

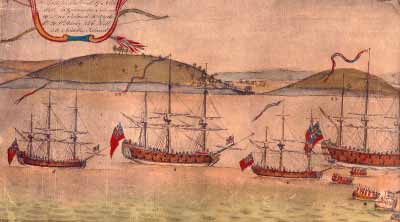
Le blocus de Boston

Il ne restera pas longtemps à ses études. Les colonies britanniques d'Amérique se révoltant, la Navy le rappelle. Il est nommé à bord du HMS Asia, 64 canons, commandé par le Captain van de Put, à l'été 1774. Son vaisseau est envoyé bloquer Boston au printemps 1775, au sein de la flotte placée sous les ordres de l'amiral Graves et de son neveu Thomas Graves. Le 19 avril, il débarque des troupes avant la bataille de Lexington et Concord et échappe de peu à la capture par les milices américaines. Il est nommé « acting-lieutenant » (lieutenant par intérim) à bord du sloop Kingfisher avant de passer sur le vaisseau amiral le HMS Preston, de 50 canons. Le 17 juin, il est à la bataille de Bunker Hill. Il lance des raids sur des villes qui refusaient d'approvisionner la flotte. Il est légèrement blessé pendant le bombardement et la destruction de Falmouth.
Il est remercié par l'amiral Graves pour avoir réussi à faire passer un grand nombre de marins et de Royal Marines sous le feu ennemi et il est transféré à bord du HMS Chatham, vaisseau de l'amiral Shuldham, commandant de la North American Station, en récompense.
Lorsque des renforts parviennent en Amérique du Nord, sous les ordres de l'amiral Howe, ce dernier décide de déplacer la flotte britannique en direction du sud pour capturer New York.

#### Combats et captivité

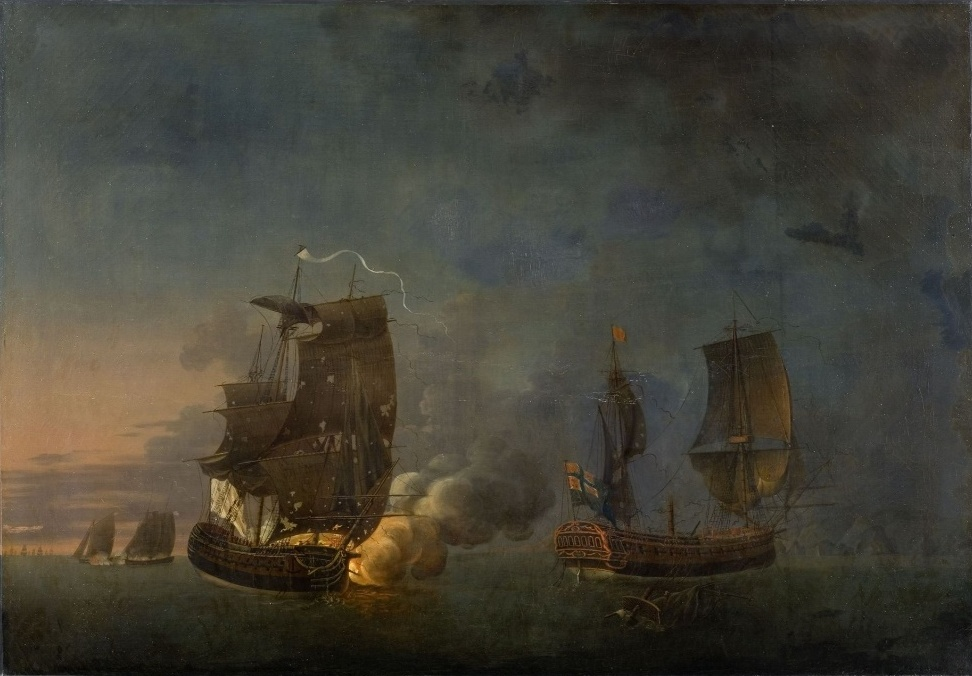
Combat de la Belle Poule et de l'Aréthusa, par Rossel de Cercy.

Pendant les deux mois de combats, d’Auvergne reçoit la mission périlleuse de transporter des troupes d'île en île, sous le feu ennemi. Il commande un raid lancé contre Fort Washington et des forces de débarquement envoyées contre New Rochelle et Kingsbridge. Son calme devant les barricades de White Plains inspire ses hommes et ces derniers parviennent à arrêter leur retraite.
L'amiral Peter Parker, qui vient relever l'amiral Shuldham de son commandement, attaque Rhode Island et il choisit d’Auvergne, assisté du général commandant les troupes britanniques, pour conduire les difficiles négociations avec gouvernement provisoire américain. Il s'acquitte si bien de cette mission que Lord Howe le confirme dans son grade de Lieutenant et lui confie son premier commandement, l’Alarm, un East-Indiaman transformé pour la navigation fluviale, et il est envoyé à Rhode Island pour combattre les corsaires américains.
À l'entrée en guerre de la France aux côtés des colonies, il est coincé dans le fleuve par une flotte française et contraint de mettre le feu à son navire pour éviter sa capture. Il conduit son équipage jusqu'à Newport et vient renforcer la garnison de la ville, qui était assiégée par les insurgents. Traduit devant une cour martiale en novembre 1778 pour la perte de son navire — la procédure est alors classique dans la Royal Navy — il est acquitté avec les honneurs.
Il passe alors comme first-lieutenant à bord de l'Arethusa, célèbre pour le combat qu'elle livre à la frégate française La Belle Poule qui donnera lieu — en Grande-Bretagne — à une chanson populaire The Saucy Arethusa. Le 18 mars 1779, sous les ordres du capitaine Charles Holmes Everitt, l’Arethusa combat contre la frégate française L'Aigrette, essuyant des dégâts considérables. Devenue impossible à manœuvrer, l’Arethusa s'échoue le lendemain sur Ouessant, à 48° 27′ 04″ N, 5° 04′ 04″ O. D'Auvergne et les autres officiers sont internés dans la forteresse de Carhaix, à l'intérieur des terres.

### Rencontre avec le duc de Bouillon

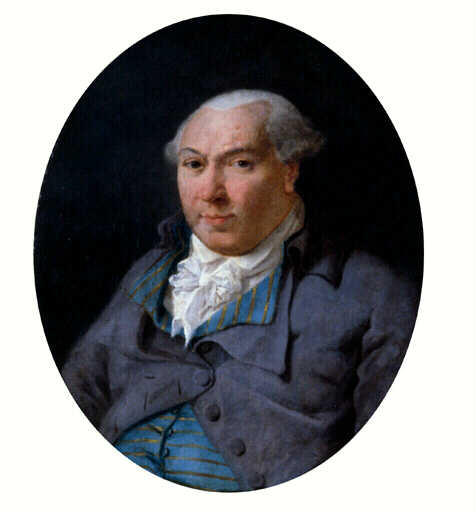
Portrait du Duc de Bouillon, Jean-François Colson, 1775.

Avant la Révolution française et que Napoléon ne conquière l'Europe, il existait un certain nombre de petites principautés indépendantes. L'une d'entre elles, le duché de Bouillon, était situé dans les Ardennes belges. Il était tout à fait autonome, avec ses propres lois, sa propre monnaie, ses propres poids et mesures.
Depuis deux siècles, la Maison de La Tour d'Auvergne régnait sur le duché avec le titre de duc de Bouillon. En 1779, le duc de Bouillon, Godefroy Charles Henri de La Tour d'Auvergne (1728-1792) est un homme à la fortune immense. Il ne se rend que rarement dans son duché et préfère vivre en Normandie dans le château de Navarre, qu'il a fait entièrement reconstruire dans le style des palais de la Renaissance. Un village entier et son église avaient été détruits pour créer un parc rempli de temples grecs, de kiosques chinoise, serres tropicales et de cascades artificielles.
Riche, il est également couvert d'honneurs : Pair de France, Grand chambellan de France (quatrième dans l'ordre de préséance à la Cour de France) et Maréchal des camps et armées du roi ; mais à 50 ans passés, après des années d'une vie de courtisan, l'homme est affaibli, aussi bien physiquement que mentalement.

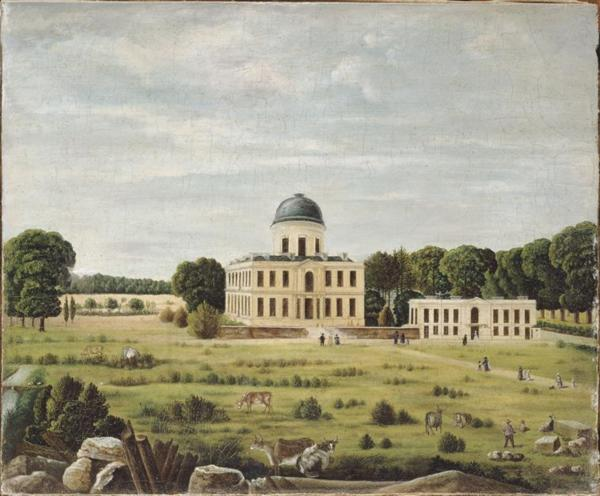
Représentation du château de Navarre du temps de l’impératrice Joséphine.

Des deux fils qu'il a eus avec Louise Henriette Gabrielle de Lorraine, l'un est mort en 1767, et l'autre — Jacques Léopold (1746-1802) — simple d'esprit, né infirme et bossu, n'a pas d'enfant de son mariage. Pour éviter que son cousin Henri Louis Marie de Rohan, prince de Rohan-Guéméné — qu'il détestait — n'hérite de ses terres et titres, le duc cherche à adopter un fils parmi ses autres cousins. C'est alors qu'il apprend, par une lettre du Secrétaire d'État de la Marine, Antoine de Sartine, que l'un des prisonniers de l’Arethusa se prénommait « d’Auvergne » ou « Dauvergne ».
Par curiosité, le duc de Bouillon obtient sa libération sur parole et l'invite au château de Navarre. Après avoir été élevé dans une maison modeste à Jersey et avoir passé huit années en mer, le jeune Philippe est émerveillé par les splendeurs et les richesses qu'il découvre chez son hôte, les centaines de serviteurs, ses laquais en livrée ouvrant les portes avec d'obséquieuses révérences, ses trompettes sonnant l'heure des repas, ses processions de valetaille poudrée apportant les plats ; mais sa courtoisie naturelle lui permet de s'intégrer au milieu de cette pompe oppressante, et par sa tenue, sa parfaite maîtrise du français, et son charme, il se fait apprécier du vieux duc.
Ce dernier décide que, si un lien pouvait être établi entre les D’Auvergne de Jersey et les La Tour d'Auvergne, alors il adopterait Philippe et ferait de lui son héritier. Le duc demande à son vieux précepteur d'étudier l'histoire ancienne de sa famille. Dans le même temps, il parvient — grâce à son influence à la Cour — à faire échanger Philippe d'Auvergne contre un prisonnier français détenu en Grande-Bretagne. En juin 1780, il rentre au pays et réintègre la Royal Navy.

### Combats contre les Français

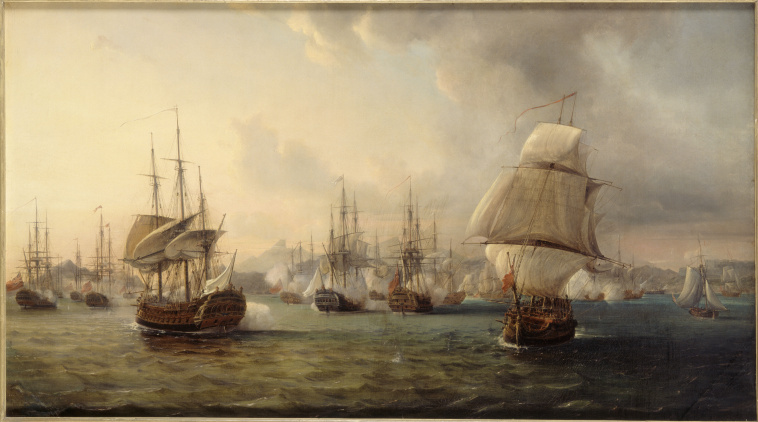
Combat de la baie de la Praya dans l'île de San Iago au Cap-Vert, le 16 avril 1781, par Pierre-Julien Gilbert.

Il reçoit le commandement du Lark et, en 1781, il met les voiles depuis Spithead au sein d'une flotte de men-of-war, de transports et d'East Indiamen, commandée par le Commodore Johnstone. L'objectif de cette flotte est de reprendre le cap de Bonne-Espérance aux Hollandais. Cependant, la flotte britannique est surprise par les Français au large de Porto Praya, sur l'île portugaise de Santiago au Cap-Vert. Le bailli de Suffren, à la tête de cinq vaisseaux de ligne, attaque les Britanniques au mouillage. Le combat est indécis et les pertes équivalentes de chaque côté. Cependant, Johnstone est contraint de faire escale pour réparer deux vaisseaux endommagés pendant l'action, laissant les Français atteindre Le Cap, débarquer des renforts, rendant toute attaque surprise impossible.
Après quatorze jours passés à Porto Praya, un détachement composé du Jason, commandé par le Captain Piggott, et du Lark, capture l’indiaman hollandais Helwoltemada avec, à son bord, 40 000 £ en espèces. D'Auvergne, ayant des notions de hollandais, est chargé de la prise et dresse l'inventaire des marchandises envoyées depuis la baie de Saldagne, d'où l'indiaman était parti. Le rapport fait par d'Auvergne permettra par la suite au Commodore Johnstone de lancer un raid victorieux sur les navires présents dans la baie.
D’Auvergne reçoit la désagréable mission de faire parvenir la nouvelle de l'échec de l'expédition en Grande-Bretagne, mais ne désirant pas annoncer lui-même la nouvelle de la défaite à son protecteur Lord Howe, il parvient à s'y soustraire en laissant cette tâche au Commander Clements du Rattlesnake, qui était désireux de rentrer au plus vite. Dans le même temps, le commodore responsable de l'expédition se rend compte qu'en l'absence de succès, la cour martiale l'attendait à son retour. Il avait reçu l'ordre de capturer Le Cap, et le drapeau hollandais flottait toujours sur la ville. D'Auvergne passe sur le HMS Jupiter, commandé par le Captain Pasley, puis sur le HMS Mercury, commandé par le Captain Prescott, dont le fils Henry épousera plus tard l'une des filles illégitime de d'Auvergne.

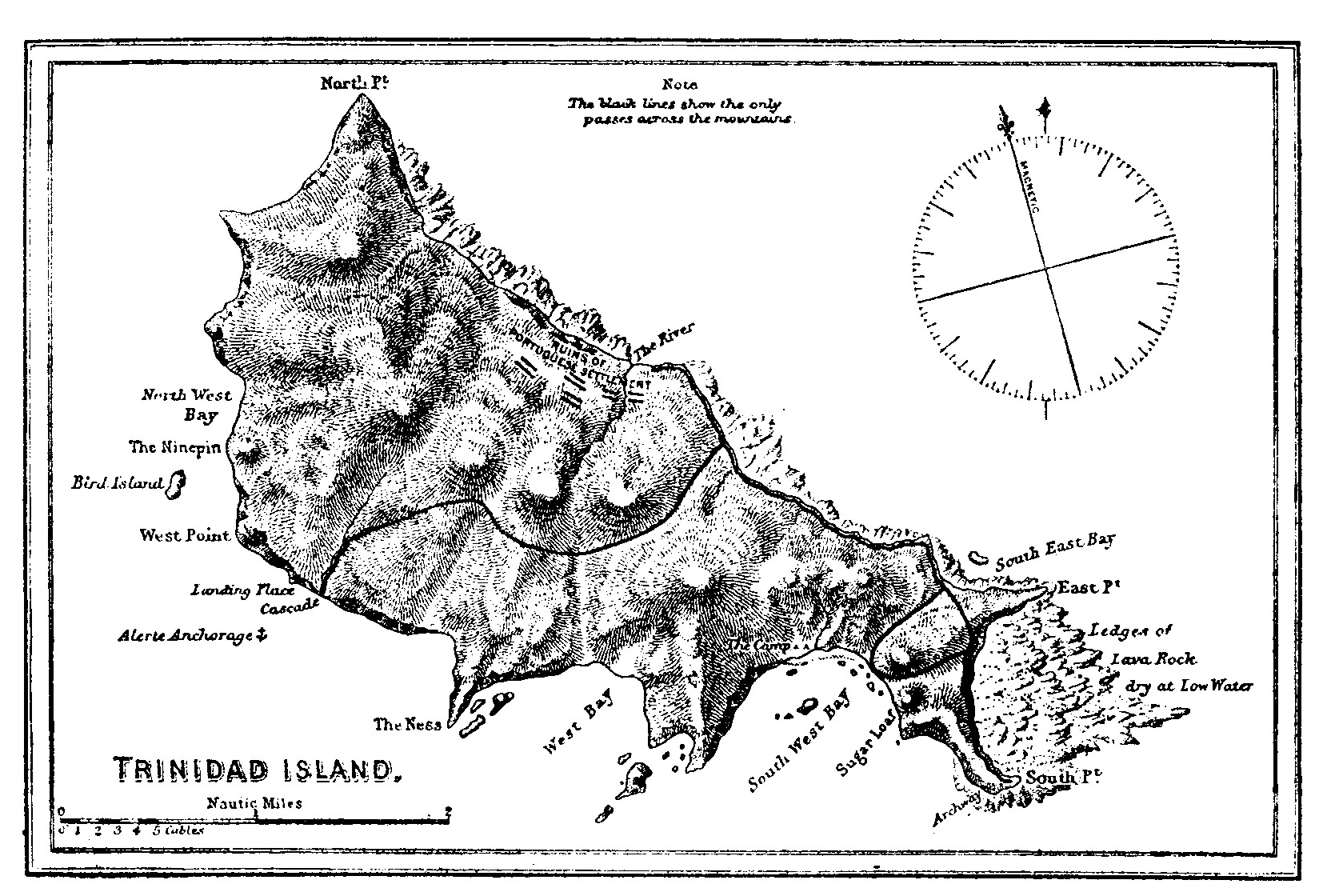
Carte ancienne de Trinidad. Les rochers escarpés le long de ses côtes rendent tout débarquement périlleux.

Une idée lui vient alors, et il entreprend de trouver une autre colonie ennemie à prendre d'assaut, afin de se faire pardonner. Lorsque la flotte britannique reprend la mer, un vent d'est vient dévier les bâtiments de leur course, et la flotte arrive en vue d'une île volcanique isolée baptisée Trinidad, qui ne doit pas être confondue avec l'île de Trinidad dans les Indes occidentales), située à 700 miles au large des côtes du Brésil. Semblant inhabitée, Johnstone envoie Philippe d'Auvergne la cartographier. L'île de Trinidad était britannique depuis que le célèbre astronome Edmund Halley, en avait pris possession à bord du Paramour Pink en 1700, pour le compte de la Couronne britannique. D'Auvergne, avec son zèle caractéristique, s’attèle à sa mission et repère tous les points d'ancrage possibles.
Au cours d'un violent orage, le Rattlesnake vient se disloquer sur les côtes escarpées de l'île. Heureusement, les membres d'équipage peuvent être sauvés, ainsi que les provisions entassées dans les cales : vaches, moutons, oies, poules et graines de toutes sortes. Entretemps, le commodore Johnstone passe à bord de la frégate Diana et met les voiles en direction de l'Angleterre. D'Auvergne et son équipage se retrouvent seuls, sur une île inhabitée, sur laquelle ne poussait aucune plante comestible ; et, après avoir tué et mangé les animaux embarqués avec eux, les rescapés doivent survivre en mangeant des crabes de terre. D'Auvergne établit une discipline stricte au sein de la petite communauté.
Oubliés de tous, ni Johnstone, ni la Royal Navy n'envoie de bâtiments pour leur porter secours. Trinidad étant éloigné des principales routes maritimes empruntées à l'époque, quinze mois s'écoulent avant que le Bristol, commandé par le Captain James Burney, escortant une flotte d’indiamen, n'aperçoivent leurs signaux — le 28 décembre 1782 — de détresse et ne les emmènent aux Indes.
À son arrivée à Madras, d’Auvergne demande à passer en cour martiale et une enquête est ordonnée à propos de la perte du Rattlesnake et de son séjour forcé sur Trinidad. Son nom et ses faits d'armes parlent pour lui et l'amiral Edward Hughes fait un rapport si favorable que l'Amirauté le promeut au grade de post-captain (équivalent au grade de capitaine de frégate dans la Marine française). Il assiste aux combats entre la flotte d'Hughes et du bailli de Suffren et est chargé de rapporter la nouvelle de ces combats en Grande-Bretagne. En compagnie du Colonel Cathcart, il rapporte des dépêches du général Stuart à l’East India Company, et rentre en Angleterre. Au Cap, il rencontre un grand navigateur, le Captain Cook, mais décline la proposition de ce dernier qui l'invite à l'accompagner dans les mers du Sud.

### L'ascendance de d'Auvergne
Lorsque d’Auvergne parvient enfin à Londres, il retrouve sur place le duc de Bouillon. La Grande-Bretagne et la France étant à présent en paix, le duc lui apporte son arbre généalogique (que l'éditeur du Burke's Peerage qualifiera de « fiction héraldique ») retraçant la descendance des d’Auvergne de Jersey depuis les comtes d'Auvergne, que le duc reconnaissait comme étant ses propres ancêtres. Pour ce faire, l'abbé Coyer avait été envoyé consulter les archives du Vatican et, aidé d'une équipe de généalogistes, il parvient après plusieurs années de travail, à constituer un arbre généalogique acceptable pour le vieux duc. Selon ce document, les d'Auvergne de Jersey descendaient d'une branche cadette des anciens comtes d'Auvergne, et s'étaient installés à Jersey en 1322.
Cette parenté établie (du moins sur le papier), Philippe devenait le « cousin » du duc, et ce dernier annonçait son intention de l'adopter en tant que fils. Les privations subies lors de son séjour à Trinidad ayant affecté sa santé, la Navy accorde à d'Auvergne un long congé pour se rétablir et il passe la plus grande partie des trois années qui suivent au château de Navarre.
À partir de l'automne 1784, d'Auvergne voyage dans toute l'Europe et, malgré sa santé défaillante, il suit des cours dans plusieurs universités allemandes. Philippe d'Auvergne continue en parallèle à s'intéresser aux sujets scientifiques. Ses travaux, remarquables pour quelqu'un qui avait passé la plupart de son temps en service actif, commencent alors à être reconnus. Une université allemande le fait Legum Doctor, le 11 mai 1786 la Royal Society l'élit comme membre en tant que « gentilhomme distingué dans plusieurs branches des Sciences, notamment en mathématiques », il deviendra membre de la Society of Antiquaries of London le 18 avril 1793 et membre de la Society of Arts, (aujourd'hui Royal Society of Arts) le 8 mai 1793.
En 1786, Philippe d'Auvergne accompagne le fils de Lord Sidney, Secrétaire d'État à l'Intérieur, dans son « Grand Tour ». La même année, la charge de Grand chambellan oblige le duc à se rendre au château de Fontainebleau, où la Cour, inconsciente du mécontentement qui commençait à se répandre, organisait des banquets dans la forêt attenante. D’Auvergne assistera à ces banquets. Il est présenté, à cette occasion, au roi Louis XVI et à la reine Marie-Antoinette. Le frère du Roi lui promet que, comme son père adoptif, il serait bientôt fait Pair de France, une promesse qu'il pourrait difficilement tenir, cet honneur ne pouvant être conféré que par le roi lui-même.

Le blason des ducs de Bouillon

Mais, le duc étant également comte d'Évreux, et ce titre héréditaire lui donnait droit de fait à la pairie. La question qui se pose alors est : un officier britannique peut-il accéder à la noblesse française ? Le duc de Bouillon, son père adoptif, lui offre de le faire naturaliser, mais d’Auvergne refuse de renoncer à sa nationalité britannique.
Néanmoins, les avocats du duc continuent les démarches en vue de son adoption. Fin 1786, le vieux duc est informé par Lord Sidney que le roi George III consentait à ce que le duc comptait faire pour Philippe. Cette décision est publiée formellement dans la London Gazette en janvier 1787. En vue de l'adoption, deux documents sont rédigés. Dans le premier, le duc reconnait le père de Philippe comme étant son cousin, et lui octroie le droit d'utiliser les armes de la maison de La Tour d'Auvergne ; ce document est enregistré au Heralds' College en juin 1787. Le second document prévoit que le père biologique de Philippe renonce à toute autorité paternelle sur lui. Nul ne peut avoir deux pères ; aussi, pour pouvoir être adopté, il fallait que le père biologique renonce à ses droits. Il fut signé par le Captain Charles d'Auvergne, devant six gentlemen de Jersey.

### Commandement dans la Manche et retour au château de Navarre
Fin 1787, Philippe d'Auvergne Lord Sydney, qui avait également été ambassadeur à la Cour de France, est en tournée aux Pays-Bas et passe l'hiver 1787-1788 à Bruxelles. Pendant l'hiver, il est rappelé par la Royal Navy pour commander le HMS Narcissus, et patrouiller dans la Manche et lutter contre les contrebandiers. Il reçoit également pour tâche de tester plusieurs boussoles pour déterminer lesquelles étaient le moins affectées par le roulis, particulièrement important dans le raz Blanchard. L'une des boussoles de sa conception se montre bien supérieure à celle alors réglementaire dans la Navy. Aussi, il reçoit l'ordre de présenter l'une de ses boussoles au Prince William Henry — futur roi Guillaume IV — pour qu'elle soit installée sur le bâtiment que ce dernier devait commander en mai 1788. Après avoir passé trois ans en poste, au cours desquels il visite les principaux ports normands et bretons, sa santé se détériore à nouveau et il retourne au château de Navarre.

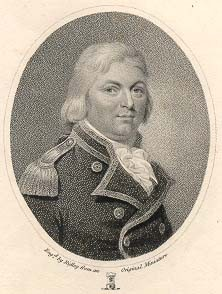
Philippe d'Auvergne

La Révolution française a alors débuté ; mais Pitt décide dans un premier temps que la Grande-Bretagne se garderait d'intervenir dans ces troubles internes, la noblesse britannique continue à visiter la France en dépit de l'agitation. Une Lady qui visite le château de Navarre en 1791, conserve un carnet qui semble indiquer que le duc n'avait pas renoncé aux fastes. Elle écrit : « Il [le duc de Bouillon] insista pour que nous restions dormir. Il vit de manière princière, 23 personnes au dîner, 24 valets, 10 cuisiniers. Dimanche, nous avons été conduits, dans deux carrosses tirés par six des plus jolis chevaux qu'il m'ait été donné de voir, en forêt d’Évreux qui lui appartient et qui mesure 80 000 acres. »
Dans un premier temps, le duc est un fervent partisan de la Révolution : il est l'un des trois commissaires nommés pour définir les frontières du département de la Manche nouvellement créé et colonel de la Garde nationale à Évreux. Philippe est néanmoins surpris de voir que son père adoptif a épousé, en 1789, Marie Françoise Henriette de Banastre, fille de l'une de ses anciennes maîtresses, âgée de seulement quatorze ans.
La vie au château de Navarre est moins paisible qu'avant. Situé à proximité de la rivière Iton, il est régulièrement l'objet d'attaques par des bandes de brigands venus de Paris. Face aux évènements, l'Assemblée du duché de Bouillon se met à s'inquiéter du futur de leur territoire. Elle pétitionne le duc vieillissant pour « dissiper les incertitudes qui pourroient naître sur l'ordre de la succession à la souveraineté et de prévenir les troubles et les malheurs qu elles entraîneroient. »
Dans sa réponse datée du 25 juin 1791, le duc écrit : « Nous déclarons, en conséquence, que Son Altesse Monseigneur Philippe d'Auvergne, issu comme nous de la maison souveraine d'Auvergne, capitaine de vaisseaux du premier rang au service de Sa Majesté Britannique, membre de la Société royale de Londres, […] est celui que notre cœur, d'accord avec notre raison, a choisi pour prince successeur à notre souveraineté du duché de Bouillon, dans le moment où nous étions le plus fortement travaillé du désir de fixer à toujours le bonheur du peuple confié à nos soins. »
Le 5 juillet, Jacques Léopold (1746-1802), le fils du duc, signe un document dans lequel il déclare approuver la décision de son père et Philippe écrit : « Soyez assuré qu'aucun intérêt ne sera plus proche de mon cœur que de mériter la confiance du peuple de Bouillon et de justifier le choix du prince. »
À Bouillon ces lettres sont accueillies par l'Assemblée avec des cris de joie, l'ordre est donné qu'elles soient lues dans chaque église du duché, et qu'un Te Deum soit chanté à cette occasion. Au château de Navarre, le duc fait rassembler les habitants et, après que les lettres ont été lues à haute voix, il ceint Philippe avec l'épée ornée de pierres précieuses appartenant au maréchal de Turenne, le héros de la famille, au milieu d'une salve d'applaudissements et de trompettes, il déclare Philippe Prince et Successeur de ses titres et possessions. Toutes les personnes présentes se mettent alors à genoux et lui embrassent la main.

### La «Royal Licence»
Une dernière démarche lui permet de la légalité et de la validité de cet héritage, obtenir l'assentiment de son souverain. C'est bientôt chose faite et le roi George III du Royaume-Uni annonce : « Of our special favour we grant to Philippe d'Auvergne our Royal Licence to accept and enjoy the succession to the Sovereignty of Bouillon. »
Cependant, le mouvement de contestation en France — relativement modéré dans les premiers mois — prend de l'importance. Les Jacobins gagnent en influence. Le 10 août 1792, la foule prend d'assaut les Tuileries et jette le roi en prison. C'est alors que la Grande-Bretagne déclare la guerre à la France.
D’Auvergne parvient à quitter la France avant d'être inquiété. Il traverse la Manche et reçoit le commandement du HMS Nonsuch avec le grade de commodore (équivalent à celui de chef d'escadre, puis de contre-amiral en France) par intérim. Il est placé à la tête d'une flottille de huit canonnières chargées de protéger les îles de la Manche. Pendant les 20 années qui suivent, il sera privé de son héritage. Le duc Godefroy décède le 3 décembre 1792 (né en janvier 1728), et son fils Jacques Léopold (1746-1802) lui survit quelques années, ne se déplaçant qu'en chaise roulante. Cependant, à la mort de son père adoptif le 3 décembre 1792, Philippe d’Auvergne portera le titre de duc de Bouillon. Il porte alors un sceau gravé « SIG PHIL D G DUX BUILLON » ; et son titre — reconnu en Grande-Bretagne — sera mentionné dans les listes de la Royal Navy.
Dans le même temps, à Bouillon, les Jacobins locaux déclarent l'abolition du titre de duc. Les Autrichiens pillent la ville avant que les armées révolutionnaires françaises n'annexent le duché et confisquent les biens et propriétés ducales. Malgré cela, D’Auvergne continuera à signer ses lettres, « Bouillon, Prince ».
Il reçoit alors de nouveaux ordres et des pouvoirs étendus : « Commander une division de vaisseaux armés pour couvrir [protéger] ces îles ; établir des communications avec le continent de façon à obtenir rapidement des informations sur les mouvements de l'ennemi ; maintenir la communication avec les insurgés Royalistes à l'Ouest ; et fournir tout le secours possible aux émigrants français sur ces îles ».

### À Jersey
Aucune de ces tâches n'est aisée. À Jersey, il doit faire face à la jalousie de son cousin, Philippe Falle, le lieutenant-gouverneur de l'île, qui ressentait amèrement la présence d'un officier de marine, qui recevait des ordres direct de Whitehall.
Lorsque D’Auvergne demande la permission de stocker au château de Mont-Orgueil les armes qu'il avait ordre de faire parvenir aux royalistes français, Falle refuse, ce qui a pour conséquence d'énerver le War Office à tel point qu'il ordonne à Falle de transférer le commandement de la place à d’Auvergne, en juin 1794. Jusqu'alors, Philippe d'Auvergne résidait à bord du Nonsuch à l'ancre au large de Gouray, en baie de Grouville. Il dispose à partir de cette date de deux chambres dans l'une des tours du château.
Il reçoit également une autre tour. Trente ans auparavant, son oncle, le major-général James d’Auvergne, avait fait l'acquisition de La Hougue Bie. La tombe préhistorique n'avait pas encore été découverte mais il fait planter le domaine d'arbres et de hydrangeas, et fait construire un gazébo sur le toit de la chapelle médiévale, depuis lequel il pouvait voir pratiquement toute l'île. Le général d'Auvergne en fait don à Philippe ; et le monument sera par la suite connu sous le nom de « Prince's Tower ».
Les habitants de l'île de Jersey tirent alors une certaine fierté d'avoir un prince parmi eux. Sa liaison avec « Mary Hepburn, spinster of St Helier », avec qui il a trois enfants, échappe aux critiques. À l'époque, l'adultère et les relations hors du mariage étaient pourtant sévèrement condamnée par l’Église.
Ses deux filles sont reçues dans les plus grandes familles en exil, et par la suite chacune d'elles épousera un amiral. Son fils entre dans la Navy. La raison pour laquelle Philippe ne se maria jamais reste un mystère. Une femme avec le titre de duchesse et un fils légitime auraient été un atout précieux pour le prince de Bouillon. Des rumeurs prétendent alors qu'il aurait fait un mariage malheureux dans les Indes après avoir été secouru sur Trinidad et qu'un second mariage lui était impossible pour ne pas tomber dans la bigamie. Cependant, les registres coloniaux de cette époque ne conservent aucune trace d'un tel mariage.

#### La défense des îles de la Manche

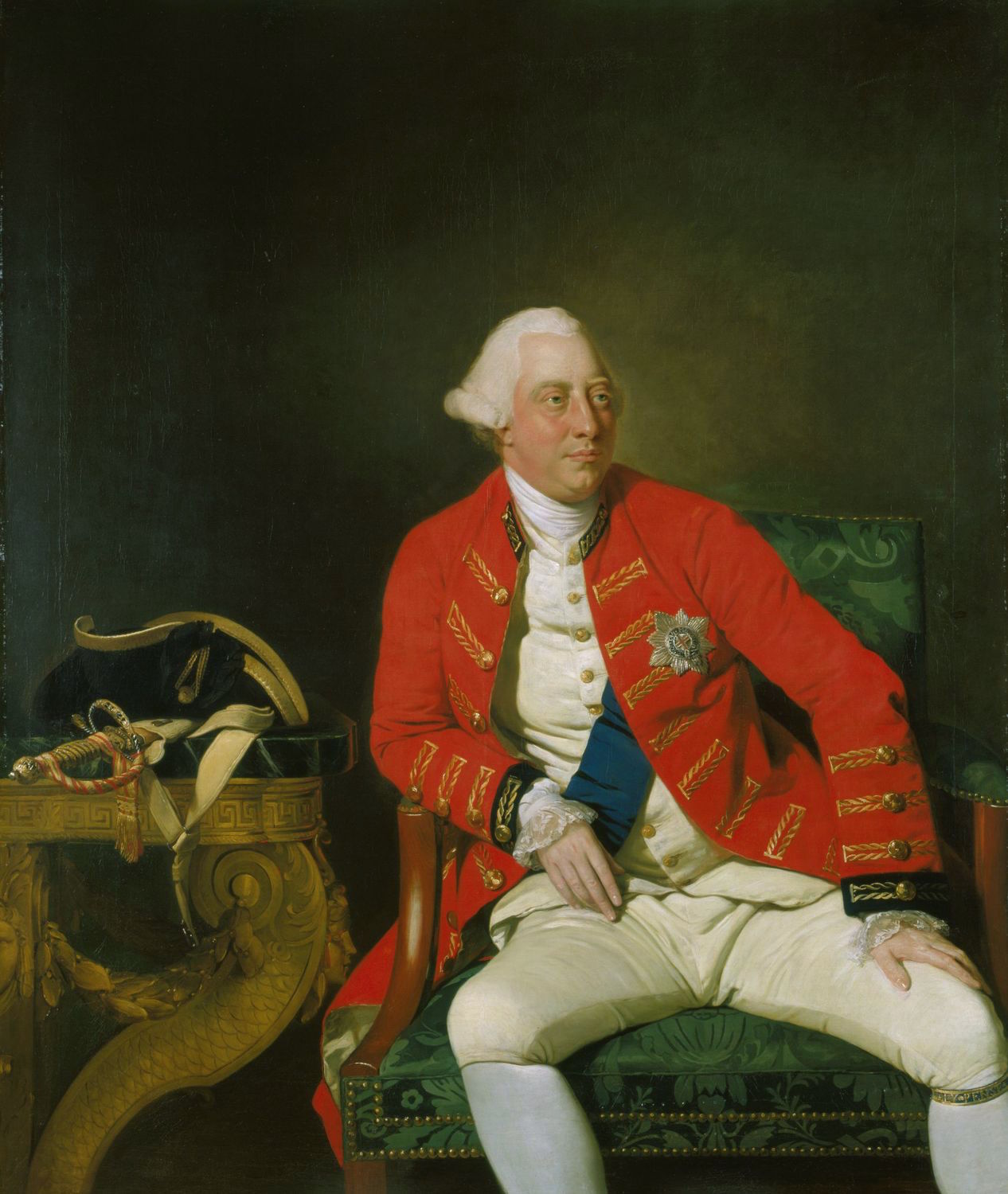
Le roi George III donne son soutien à d'Auvergne. Huile sur toile de Johan Joseph Zoffany.

La défense des îles de la Manche devenait urgente. Le Comité de salut public ordonne leur prise, et envoie une armée à Saint-Malo à cet effet. La flottille commandée par D’Auvergne, renforcée par des lougres rapides loués à des armateurs de l'île et armés, gardait constamment le port français à l'affût d'un mouvement de troupes. Si les Français embarquaient, un navire rapide avait pour ordre de se rendre à distance de signal du château de Mont-Orgueil ; le château transmettrait alors l'alerte à dix sémaphores, que D’Auvergne avait érigés en différentes parties de l'île, et au pied de chacun d'entre eux, un canon pouvait ordonner la mobilisation de miliciens.
Les affrontements avec l'ennemi étaient fréquents. Dans les livres de bord tenus par D’Auvergne, ce dernier note que le Seaflower détruit un transport français, que le Danae capture un patrouilleur, que l'Aristocrat prend une canonnière et le Royalist un navire corsaire de Saint-Malo. La flottille britannique essuie aussi des pertes. Le Jason s'échoue près de Saint-Malo ; tout comme le Weasel et le Clyde qui avait reçu l'ordre de le brûler et qui s'échoue à son tour.
La deuxième tâche assignée à D’Auvergne par le gouvernement britannique était de lui fournir des « informations rapides sur les mouvements hostiles de l'ennemi ». Cela supposait la création d'un service d'espionnage complexe comprenant des partisans de la cause royaliste restés en France, hommes et femmes, des aristocrates, des prêtres réfractaires, des contrebandiers et des brigands. Une équipe hétéroclite, parfois difficile à coordonner. Leurs rapports étaient relevés par bateau dans des caches creusées dans les rochers, et rapportés en Grande-Bretagne par des cotres rapides.

#### Espionnage
Les montants payés pour ces rapports témoignent de la valeur que le gouvernement britannique leur attachait. En 1795, d’Auvergne reçoit 6 866 £ pour payer ses informateurs ; en 1796, 15 747 £. Au cours de trois crises, ces rapports joueront un rôle particulièrement important ; pendant les préparatifs menés par Hoche en vue de l'expédition d'Irlande en 1796, et la mobilisation d'une armée destinée à envahir l'Angleterre en 1797, et enfin lorsqu'en 1798 une nouvelle expédition est envoyée en Irlande. Par trois fois, D’Auvergne envoie des renseignements sur « l'état et l'équipement des navires, la quantité exacte de stocks embarqués, et jusqu'au caractère et à la compétence des officiers ». En 1798, il est confirmé dans son grade de commodore.
Sa troisième tâche est de fournir des armes aux Chouans en Bretagne. Ces derniers, fidèles à la monarchie, se livrent à une véritable guérilla, profitant d'une parfaite connaissance du terrain et de ses nombreuses haies ; ils causent d'importantes pertes aux armées républicaines. Un siècle et demi avant la Seconde Guerre mondiale et les parachutages d'armes à la Résistance, la Grande-Bretagne de William Pitt envoie à Jersey des mousquets, sabres, barils de poudre, pierres à fusil et du matériel médical, destiné aux Chouans.
Ces armes devaient être débarquées sur la côte française de nuit, tout en évitant les garde-côtes et les patrouilles. Il parvient malgré tout à faire ces livraisons de manière régulière. À cette époque, d'Auvergne doit par ailleurs faire face à un grand nombre d'officiers français, en provenance de Londres, qui le sollicitaient pour qu'il les fasse débarquer en Bretagne afin que ces derniers puissent rejoindre les Chouans. Il se plaint alors du « nombre [de ces officiers] qu'il doit entretenir, parfois pendant des semaines, de telle sorte que la somme qu'il devait à son marchand de vin dépassait les deux-tiers de la somme totale qui lui était allouée ».
Sa quatrième et dernière tâche concernait le soutien et l'aide apportée aux émigrés français. Un millier de royalistes environ avait débarqué à Jersey avec leurs femmes et enfants, avec pour seuls bagages les vêtements qu'ils portaient, et la Grande-Bretagne se faisait alors un devoir de leur venir en aide : « England made itself responsible for their support ».

#### Un administrateur scrupuleux
Pendant les huit années au cours desquelles il administrera Jersey, d’Auvergne recevra la somme de 122 000 £ de la part du gouvernement pour mener à bien ses missions. La tâche est ingrate. Ceux qu'il aide réclament davantage. Et ceux qui ne réclamaient pas l'accusaient de détournement d'argent. Cependant, ses livres de compte, aujourd'hui conservés au Record Office, détaillent l'ensemble des frais occasionnés et témoignent de l'application que d'Auvergne mettait à ce que ses comptes soient corrects.

### Voyage en France et détention
En 1802, la Paix d'Amiens met fin à la guerre, et les excursionists britanniques se précipitent à Paris pour voir la ville qui avait été tant secouée pendant la Révolution. Parmi eux, Philippe d’Auvergne se rend sur place pour réclamer son héritage. Il obtient un congé de l'Amirauté et Monsieur Otto, le Chargé d'affaires français à Londres, contresigne le passeport que lui a délivré le Foreign Office. Il se met en route avec, en sa possession, une lettre de recommandation rédigée par Lord Hawkesbury destinée à Monsieur Merry, le représentant britannique à Paris. Il voyage en compagnie du Major Dumaresq du 31e Regiment of Jersey Militia ; ils arrivent à Paris le 27 août 1802. Les deux hommes s'installent à l'hôtel de Rome dans le faubourg Saint-Germain. En grand uniforme de la Royal Navy, il assiste à une revue militaire à laquelle Napoléon est présent. Son audace ennuie le Premier Consul, mais ce dernier lui fait savoir que, s'il entrait au service de la France, son duché lui serait rendu. Mais ses activités d'espionnage n'avaient pas été oubliées dans la capitale française et, alors que d'autres officiers britanniques sont accueillis, il est arrêté le 7 septembre 1802. Tous ses biens et bagages sont saisis par la police française. Il est conduit au Bureau de Police Générale et questionné par Desmarets, le secrétaire de Joseph Fouché.
À 23 heures cette nuit-là, il est transféré à la prison du Temple et enfermé dans une cellule. Il a droit à une courte promenade dans la cour de la prison et obtient la permission de s'entretenir avec son avocat parisien. Après trois jours de détention, il est rejoint par le major Dumaresq - ignorant également les raisons de leur arrestation.
Le quatrième jour, les deux hommes sont libérés et ils reçoivent pour instruction de se rendre au Bureau de Police pour récupérer leurs passeports. Sur place, Desmarets leur annonce que le gouvernement français était pleinement informé des raisons qui motivaient la visite de d'Auvergne à Paris et lui demande de reconnaître qu'il était un agent secret en mission pour le compte du gouvernement britannique. Desmarets insiste sur le fait qu'il avait le pouvoir de le restaurer à la tête du Duché de Bouillon et des possessions de son père adoptif en France, s'il consentait à faire de tels aveux.
Indigné, d'Auvergne refuse et, le lendemain, il est convoqué à la Préfecture Générale de la Police où il récupère son passeport annoté et reçoit l'ordre de quitter la France dans les 24 heures. L'état de délabrement des routes en direction de la côte rendant une telle injonction pratiquement impossible à respecter, d'Auvergne demande à Monsieur Merry de nouveaux passeports pour lui et pour son compagnon et quitte Paris sans délais. D'Auvergne rapporte au Foreign Office les humiliations qu'il a dû subir, la question est portée devant le Parlement mais le gouvernement britannique est alors surtout préoccupé d'éviter toute provocation avec la France. Le Royaume-Uni n'est pas alors en mesure d'affronter une France conquérante.

### Retour à Jersey
En mai 1803, Napoléon met un terme à la trêve prévue par la Paix d'Amiens et la guerre éclate à nouveau, elle durera cette fois pendant douze ans. D'Auvergne reprend son commandement. Il retourne à Jersey à bord du HMS Severn de 44 canons, vaisseau amiral d'une petite flottille composée principalement de canonnières et de bâtiments de petite taille. Ses espoirs de retourner au château de Navarre s'éloignant chaque jour un peu plus, il fait l'acquisition, en 1805, d'une maison à Jersey à un mile de la capitale, qu'il nomme « Bagatelle ». Selon un témoignage contemporain, il s'agit d'une « résidence vraiment élégante et splendide ».
La bibliothèque qu'il y rassemble compte alors quelque 4 000 volumes, et le catalogue dressé par le commissaire-priseur lorsque cette dernière sera dispersée après sa mort, permet d'en savoir plus sur ses goûts en matière littéraire.
Il possédait 260 volumes sur l'Histoire de France, son sujet préféré, 125 sur les voyages, 54 sur la construction navale. Il possédait également 72 ouvrages de botanique et était abonné à The Botanical Magazine. Étonnamment, certains ouvrages manquaient à sa collection. À un âge où chaque homme éduqué se devait d'être familier avec les classiques, le seul livre en latin qu'il possédait était un ouvrage scolaire de Virgile.

### Guerres napoléoniennes
Napoléon Ier ordonne à son Ministre de la Marine de mettre sur pied une armée de 11 000 hommes prête à conquérir Jersey. La flottille de d’Auvergne doit maintenir une surveillance constante des ports français et combattre les corsaires français, eux-mêmes envoyés en reconnaissance. Ses demandes répétées de servir en mer sont toutes refusées et il passe les années qui suivent à perfectionner le système de défense des îles. Il se rend plusieurs fois à Londres pour rendre des comptes de son action au gouvernement, et organise des réceptions dans sa résidence de Spring Gardens.
Il élargit et renforce son réseau d'espionnage. Il recrute un groupe d'informateurs à Paris. À Abbeville, des femmes aristocrates collectent des informations pour lui. Toutes ces informations lui sont précieuses, en particulier lorsque Napoléon rassemble à Boulogne son Armée des côtes de l'Océan afin d'envahir l'Angleterre.
Les espions de d’Auvergne sont alors partout. Dans la Manche, le département français le plus proche de Jersey, les registres de police font état de 108 noms « dévoués au Prince de Bouillon », et 132 noms supplémentaires « suspects de contacts avec lui ». Napoléon perd patience. Dans un articles du Moniteur il écrit : « la France ne peut plus tolérer ce nid de brigands et d'assassins. L'Europe doit être purgée de cette vermine. Jersey est la honte de l'Angleterre. »

### La capture d'un courrier
En 1808, le réseau d'espionnage mis en place par d’Auvergne connaît un coup d'arrêt. Pringent, le courrier à qui il faisait le plus confiance, est arrêté. Ce dernier avait fait 184 voyages entre la France et Jersey, allant jusqu'à Paris et en Vendée. Pringent connaissait une grande partie du réseau.
Capturé, il essaye de sauver sa vie en révélant tout ce qu'il savait, les lieux secrets de débarquement, les distributeurs de lettres, les paysans qui l'hébergeaient. Pringent livre tout ce qu'il sait, remplit plusieurs rouleaux de papier dont chaque feuille signifiait la mort pour ceux qui lui avaient fait confiance ; il assiste à leurs procès et témoigne en leur défaveur.
Cependant, il ne parviendra pas à sauver sa vie et, sur ordre de Napoléon, il est exécuté.
Pendant ses années de service, la promotion de Philippe d’Auvergne se fait de manière régulière. Le 30 juillet 1810, il est nommé Vice-Admiral of the Blue, le 4 octobre 1813 Vice-Admiral of the White et, en 1814, Vice-Admiral of the Red,.
Mais ses activités d'espionnage deviennent de plus en plus difficiles en France. Les années précédentes, l'instabilité politique facilitait les choses, mais la mise en place d'un gouvernement central fort, accepté par la majorité, les compliquait désormais. Les Chouans avaient été massacrés et d’Auvergne devait faire face à Napoléon, et à son redoutable Ministre de la Police, Joseph Fouché.

### Louis XVIII

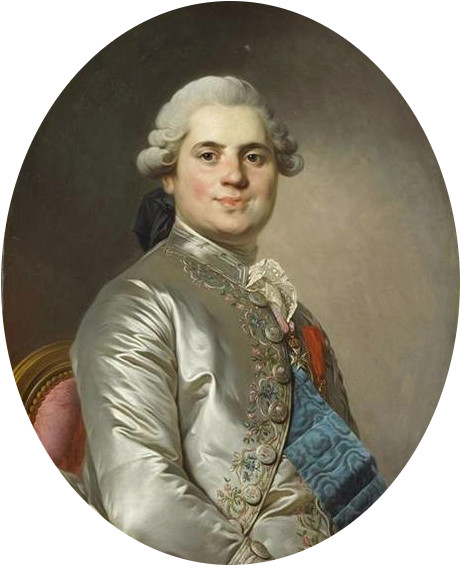
Louis XVIII

En se lançant à la conquête de la Russie, Napoléon va trop loin. Il contrôle désormais la moitié de l'Europe et a l'autre moitié coalisée contre lui. En 1814, les Alliés traversent le Rhin ; Napoléon est arrêté et envoyé en exil sur l'île d'Elbe ; les Bourbons sont restaurés sur le trône de France (avril 1814). D’Auvergne se presse à Paris en compagnie du duc de Berry où il est reçu gracieusement par Louis XVIII, son suzerain, auquel il prête allégeance.
Dans le même temps, Bouillon proclame son indépendance et le reconnaît comme duc. Pour le petit territoire, il s'agit alors davantage d'échapper à l'impôt français plus que d'un réel enthousiasme pour Philippe d'Auvergne qui ne s'était jamais rendu sur place.
La garnison française qui était stationnée sur place se retire, d’Auvergne pense enfin qu'il va être reconnu dans ses titres. Il envoie son frère à Bouillon pour le représenter, et émet une liste de proclamations en tant que duc. Dans l'une d'entre elles, il nomme un gouvernement provisoire « pour prendre en charge les affaires jusqu'à [s]a venue ». Dans une autre, il tente de gagner en popularité en abolissant certaines taxes.
En janvier 1815, tous les officiels du Duché de Bouillon lui prêtent serment d'allégeance et le Te Deum est chanté dans les 40 églises du duché. Mais, en réalité, l'avenir du duché se décidait alors au Congrès de Vienne, dont la tâche est alors de redéfinir les frontières de l'Europe. Aussi, d’Auvergne se voit interdire d'entrer dans son duché jusqu'à ce que le Congrès ait pris une décision. Cependant, Philippe aura effectivement régné sur le duché de Bouillon de janvier à juin 1815.

### LesCent-Jourset le rattachement du duché au royaume des Pays-Bas

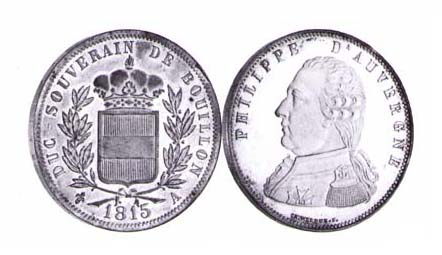
Pièce frappée à l'effigie de Philippe d'Auvergne en 1815. (Jersey Heritage)

Le retour soudain de Napoléon de l'île d'Elbe cause la fuite de Louis XVIII (mars 1815). Pendant trois mois, chaque camp mobilise à nouveau ses forces. Philippe se rend à Bruxelles pour rester en contact des ministres qu'il avait nommés à Bouillon. Se sentant sûr de son droit, il ordonne que soient frappées, à Bruxelles, des pièces à son effigie, avec les armes du Duché de Bouillon du côté pile (Des monnaies factices, apocryphes, s'en inspirent, frappées vers 1870 : Jimdofree : Numismatique de Bouillon : Philippe d'Auvergne).
Le 1er juin, il déclare la mobilisation pour tous les hommes en âge de combattre et leur fournit des uniformes, blanc avec un col écarlate, et signe les commissions d'officiers par « Philippe par la Grâce de Dieu Prince Souverain et Duc Régnant de Bouillon ».
Le 18 juin 1815, les Cent-Jours prennent fin à la bataille de Waterloo et le Congrès reprend ses travaux. Pour tenir l'Europe centrale à l'écart de l'influence française, la mise en place d'un « cordon sanitaire » est décidée avec la création d'États tampon tout au long de la frontière orientale de la France. Avec au nord le Royaume des Pays-Bas, englobant la Belgique et les Pays-Bas actuels.
Il semble alors absurde de maintenir une principauté indépendante au cœur de ce nouveau royaume. Aussi, il est décidé que « S. M. le Roi des Pays-Bas, Grand-Duc de Luxembourg, possédera à perpétuité, pour lui et ses successeurs, la souveraineté pleine et entière de la partie du Duché de Bouillon non cédée à la France par le Traité de Paris (de mai 1814), et sous ce rapport elle sera réunie au Grand-Duché de Luxembourg » (Acte final du Congrès de Vienne ; le Congrès s'est tenu de septembre 1814 au 9 juin 1815). Puis le 2e Traité de Paris (novembre 1815) place tout le duché de Bouillon hors des frontières de la France. 
Un commissionnaire hollandais se rend à Bouillon pour prendre le gouvernement du territoire ; mais D’Auvergne traverse la frontière, rassemble ses ministres autour de lui et, pendant deux mois, maintiendra un gouvernement parallèle au nord du duché.
« Les membres du gouvernement provisoire précédent », écrit un officier hollandais, « déplacent ciel et terre pour persuader les habitants que le Duc est toujours au pouvoir. » Mais d’Auvergne et sa minuscule armée n'étaient pas en mesure de combattre contre le reste de l'Europe et son règne de dix-sept mois devait prendre fin.
Enfin, le titre de duc de Bouillon est attribué le 1er juillet 1816 par la commission arbitrale prévue à cet effet par le Congrès de Vienne, à Charles de Rohan-Guéméné-Montbazon, petit-fils paternel de Marie-Louise de La Tour d'Auvergne, la sœur de Godefroy. 

### La perte du duché et sa mort
Bouillon était perdu. Il restait cependant l'espoir de récupérer la fortune personnelle du duc, son père adoptif, et ses vastes propriétés en France. Ces biens feraient de lui l'un des hommes les plus riches d'Europe. Le tribunal trouve une irrégularité dans sa demande. En effet, le duc avait adopté Philippe un an avant que l'adoption ne soit légalisée en France ; aussi, aux yeux de la loi, son adoption était invalidée. De plus, des complications surgissent lors du règlement de la succession : le grand-père de son père adoptif avait essayé de régler sa succession et le père du duc s'était marié quatre fois et avait de nombreux descendants. L'avocat de Philippe, Sir John Sewell, défend son cas de son mieux ; mais il perd.
Le résultat pour Philippe est calamiteux. Les dépenses qu'il avait engagées sont énormes. Les salaires de son administration, les uniformes de son armée, la frappe de pièces à son effigie et le combat judiciaire pour récupérer son héritage, l'obligent à emprunter d'importantes sommes d'argent à Jersey et en Angleterre avec en garantie le château de Navarre, qu'il était sûr d'hériter.
À l'issue du procès, il est ruiné. Ses créditeurs vendent sa maison et son domaine à Jersey. Il ne retournera jamais sur l'île. Il meurt le 16 ou le 18 septembre 1816, à Holmes Hotel, un petit hôtel situé sur Great Smith Street, à Westminster.

### L'hypothèse du suicide
La thèse du suicide apparaît peu de temps après sa mort. Cependant, elle semble infondée. Le registre funéraire de l'église Sainte-Marguerite de Westminster indique qu'il est enterré dans le cimetière attenant à l'église, avec à côté de son nom les initiales GD, qui signifient « Great Dues », signifiant que le cercueil avait été recouvert d'un drap en velours violet et que d'autres dépenses avaient été faites pour rendre les funérailles imposantes,.
S'il s'était suicidé, un tel enterrement aurait été impossible. À l'époque, la loi prévoyait que les suicidés soient enterrés la nuit le long de la route avec un pieu planté dans le corps, et interdisait les rites religieux ; et une église comme Sainte-Marguerite n'aurait pas défié la loi.

### Sources et bibliographie
- (en) « Biographical memoir of Philip d'Auvergne, duke of Bouillon, commodore in his Majesty's service, &c., &c », dans The Naval chronicle for 1805 : containing a general and biographical history of the royal navy of the United kingdom with a variety of original papers on nautical subjects, vol. 13 (janvier-juin), Londres, I. Gold, 1805 (lire en ligne), p. 56, 169-191
- (en) George Reginald Balleine, The tragedy of Philippe d'Auvergne, Vice-Admiral in the Royal Navy and last Duke of Bouillon, Phillimore, janvier 1973 (1re éd. 1959), 145 p. (ISBN 978-0850331240, présentation en ligne)
- (en) Jerrypedia : D'Auvergne : Page d'accueil :
- (en) Jane Ashelford, In the English Service : The Life of Philippe D'Auvergne, Jersey Heritage Trust, 2008, 136 p. (ISBN 9780955250880)
- Philippe D'Auvergne, Mémoire pour S.A. Philippe d'Auvergne, prince de Bouillon, vice-amiral de l'escadre rouge des flottes de S.M. Britannique, etc. : en réponse au mémoire fournit par S.A. le prince Charles de Rohan, 1816, 22 pages, [présentation en ligne]
- Christophe-Guillaume Koch, Histoire abrégée des traités de paix, entre les puissances de l'Europe, depuis la Paix de Westphalie, vol. 11, chez Gide fils, Paris, 1818, [lire en ligne]
- R. Chalon, « Le dernier des Ducs de Bouillon », Revue d'histoire et archéologie, Bruxelles, E. Devroye, vol. 2,‎ 1860, p. 1-27 (lire en ligne)